# Exeland
Exeland est un village du comté de Sawyer, dans l'État du Wisconsin, aux États-Unis. En 2020, il comptait une population de 229 habitants.